# 郊祀志
郊祀志，东汉班固撰。继《史记·封禅书》之后的帝王祭天礼俗纪录，记汉朝皇帝祭祀天地诸神及名山大川之事。
班固所著《汉书》中的“十志”之一，即《汉书》卷二十五。郊祀是指在郊外祭祀天地，亦称“郊祭”、“郊”。秦始皇承袭秦文公之举,在旧都雍（今陕西凤翔县南）行郊祀四时之礼。西汉帝王郊祀之礼沿袭秦代。汉文帝“幸雍郊见五畤，祠衣皆尚赤”。汉武帝即位，更热衷郊祀之礼。
清朝有《历代郊祀志》。记载有关历朝帝王举行郊祀的各种典章制度。全文分为七篇，即帝王郊祀、两汉郊祀、六朝郊祀、唐代郊祀、宋代郊祀、元代郊祀、明代郊祀，简介各代的祭祀典制。郊祀其后在正史《礼乐志》里记述。

## 延伸阅读
[在维基数据编辑]
 《漢書/卷024上》，出自班固《漢書》
 《漢書/卷024下》，出自班固《漢書》